# 丹維爾鎮區 (密蘇里州蒙哥馬利縣)
丹維爾鎮區（英語：Danville Township）是位於美國密蘇里州蒙哥馬利縣的一個行政鎮區。

## 地方資料
丹維爾鎮區的面積為273.62平方千米，當中陸地面積為271.65平方千米，而水域面積為1.97平方千米。根據2020年美國人口普查的數據，當地共有人口1711人，而人口密度為每平方千米6.25人。